# La Soupe aux choux
La Soupe aux choux è un film del 1981 diretto da Jean Girault.
Tratto dall'omonimo romanzo di René Fallet (1980), è stato presentato in altre nazioni coi seguenti titoli: Mi amigo el extraterrestre (Spagna); O Lahanosoupas pou irthe apo to feggari (Grecia); Káposztaleves (Ungheria); Kapusniaczek (Polonia); Encontro com os Extra-Terrestres (Portogallo); Louis und seine außerirdischen Kohlköpfe (Germania).
Il film, con protagonista Louis de Funès, non è stato distribuito nelle sale cinematografiche italiane e ha quindi mantenuto il titolo originale francese. La traduzione letterale in italiano è La zuppa di cavolo.

## Trama
In una sperduta campagna francese, due vecchietti - Le Glaude il calzolaio e Le Bombé lo scavapozzi - vivono solitari il loro pensionamento, accontentandosi della reciproca amicizia, del buon vinello locale e della loro irresistibile e gustosissima zuppa di cavolo. Una sera, la loro gara di flatulenza attrae la visita di un extraterrestre – La Denrée – che stringe un'amicizia immediata con Le Glaude dopo aver assaggiato la zuppa di cavolo. L'alieno prende con sé una terrina di zuppa e la porta al suo pianeta natale, Oxo, e gli Oxoniani, per dimostrare la loro gratitudine, riportano in vita la moglie defunta del Glaude, Francine, che si ritrova ventenne con un marito settuagenario. Anche quest'ultimo, vecchio misantropo, ritrovandosi nuovamente sposato con una donna che potrebbe esser sua figlia, non è dei più felici e i risultati si complicano. Alla fine, provando ormai una certa sfiducia e disaffezione nei confronti del prossimo ed essendo allettato da un futuro migliore, si convince di lasciare la Terra, insieme al suo amico compaesano. Entrambi perciò si imbarcano sull'astronave aliena e partono alla volta del pianeta Oxo.

## Produzione
Il film è una sorta di anticipazione francese di Cocoon (1985) di Ron Howard, anche se qui più che agli effetti speciali (di certo non eccezionali, sebbene in parte volutamente ridicoli) viene posto l'accento soprattutto sui sentimenti e gli stati d'animo (la solitudine, la malinconia). È una pellicola ambientata in una realtà contadina e incentrata sul difficile tema della vecchiaia.
Questo film è anche noto per il tema principale della sua colonna sonora, una composizione di musica folk d'ispirazione occitana, scritta e interpretata da Raymond Lefèvre su sintetizzatore: è una musica suggestiva ed evocativa, funzionale ad accompagnare il personaggio dell'extraterrestre.. Più di 30 anni dopo la sua creazione, questo tema identifica sempre il film e rimane tuttora popolare in Francia.
Pur non essendo il suo primo film, La Soupe aux choux lancia fortemente la carriera dell'attore Jacques Villeret. "Questo può essere per te un grande ruolo, ma potrebbe anche essere la fine della tua carriera", avrebbe annunciato Louis de Funès nel corso di un incontro presso il suo ufficio per offrirgli la parte.
De Funès segue ogni fase della realizzazione: "Voglio controllare tutto, dalle riprese al montaggio. Non accetto più di farmi dirigere. Charlie Chaplin l'aveva compreso molto presto: a 22 anni. Io ne ho 67. Ci ho messo molto a capirlo, ma penso che ora non ci sia nessuno in grado di dirigermi." Di La Soupe aux choux cura oltre alla regia (nei titoli appare, però, il nome di Jean Girault) e alla sceneggiatura (insieme a Jean Halain), anche e specialmente il montaggio. Cerca di tagliare le parti superflue, evitando "lungaggini" e tende a non rubare tutta la scena, ma a lasciare molto spazio agli altri due coprotagonisti, Carmet e Villeret.

### Riprese
Secondo l'omonimo romanzo di René Fallet, la storia dovrebbe svolgersi a Jaligny-sur-Besbre nel dipartimento di Allier, ma le riprese sono state eseguite nella Senna e Marna. Il borgo che vediamo nel film è quello di Champeaux (il municipio, l'ufficio postale, la panetteria, la piazza del paese). Le case dei due protagonisti sono state costruite per il film a Bombon in un campo fuori dal villaggio, non lontano dalla casa di riposo del castello di Montjay. Le costruzioni sono state smantellate dopo le riprese. Un enorme blocco di cemento su cui posavano le rotaie usate per gli effetti speciali, è ancora nascosto sotto i rovi in loco.
Nel complesso, il film è molto fedele al libro, che era piaciuto molto a de Funès (per cui il film). Molte battute sono state conservate verbatim, ma alcuni passaggi del romanzo sono stati rimossi dal film al fine di mantenere fluida la trama principale.

### Effetti speciali
Guy Delécluse, responsabile del design del pianeta Krypton in Superman, ha creato il disco volante che appare in questo film. L'allestimento ha richiesto quattro mesi di lavoro.

## Colonna sonora
La musica elettronica synthpop e la suggestiva colonna sonora sono state composte da Raymond Lefèvre e hanno avuto molto successo. La canzone del tema musicale divenne molto popolare in Francia all'epoca, ed è stata remixata molte volte. L'artista Fat Dog ha creato un mix con Mr. Cosmic rintitolato "I'm not scoobidoobidoo".
La musica suonata nel film da Le Bombé con la fisarmonica è un estratto de La Valse Brune di Guy Béart.

## Critica

Jacques Villeret (l'extraterrestre) e Louis de Funès

Dopo il fenomenale successo di Il gendarme e gli extraterrestri (1979), il regista Jean Girault e il comico Louis de Funès furono tentati di rivisitare il genere sci-fi parodia con La Soupe aux choux. Entrambi i film rappresentano parte di una mania degli anni 1970 e inizi 1980 per gli UFO e la fantascienza, seguendo le orme del box office di Steven Spielberg, Incontri ravvicinati del terzo tipo (1977). La Soupe in qualche misura è più vicino allo spirito di tale film innovativo e può certamente esser visto come una sua parodia abbastanza efficace. Il film è basato su un popolare romanzo di René Fallet, che de Funès aveva letto ed era molto desideroso di farne un film, vedendone le possibilità umoristiche.
Scrive il critico cinematografico Edoardo Caroni:
Sebbene La Soupe aux choux sia stato un film di grande successo commerciale, ricevette anche alcune recensioni molto negative quando uscì nelle sale cinematografiche. Certamente, questo è un film facile da criticare, sia in termini di contenuto sia per la sua presentazione. Jacques Villeret in tuta gialla e che fa rumori strani con la lingua deve essere il meno convincente extraterrestre di tutto il cinema. Gran parte della commedia è di cattivo gusto, ricorrendo a bassi livelli di humour, tipo l'interminabile serie di scherzi con scoregge. Ancor più significativamente, il grande Louis de Funès, logorato da malattia cardiaca e mal servito da una sceneggiatura mediocre, sembra essere ridotto ad una caricatura di se stesso. Ma nonostante i suoi difetti, La Soupe rimane un film sorprendentemente intuitivo e divertente. Si impegna ad affrontare - anche se un po' debolmente - problemi gravi, come per esempio il modo in cui la società tratta i suoi cittadini più anziani. Ci sono alcuni momenti toccanti - come quando il personaggio interpretato da de Funès è riunito con la moglie ringiovanita e si rende conto che, anche se il suo amore per lei è ancora molto vivo, non può tuttavia e per forza di cose rimanere suo marito. "Soprattutto, La Soupe aux choux è veramente divertente. Una volta passata la terribile gara dei peti all'inizio del film, è difficile non venir dilettati dal mix di commedia gallica e assurdità kitsch che parodiano il filone sci-fi del tempo. Trent'anni dopo, il film gode di una rivalutazione positiva e ha raggiunto lo status di cult movie classico in Francia."